# Calf of Linga
Calf of Linga är en ö i Storbritannien.   Den ligger i kommunen Shetlandsöarna och riksdelen Skottland, i den norra delen av landet, 1 000 km norr om huvudstaden London.